# Mattermost
Mattermost (マターモースト) は、オープンソースのセルフホスティング式のチャットサービスである。組織や企業の内部チャットとして設計されており、Slackの代替として売り出されている。
元々はゲーム開発スタジオのSpinPunchの内部チャットとして使用されており、その当時はプロプライエタリであったが、後にオープンソース化された。バージョン1.0は2015年2月10日にリリースされた。
MattermostはMattermost, Inc.によって開発と保守が行われている。同社はオープンソース版にはないサポートサービスと追加機能がある商用版を販売することによって利益を得ている。
iOS・Android・Windows・macOS・Linux向けのクライアントが提供されている。
マスメディアはMattermostを人気の高いSlackの代替であると見做している。GitLabはもう一つの人気のあるチャットツールであるGitterを買収したが、Mattermostを"GitLab Mattermost"としてGitLabに統合した。